# Steve Buscemi
Steven Vincent Buscemi (Engelse uitspr.: /buːˈsɛmi/; Italiaanse uitspr.: /buʃˈʃɛmi/) (Brooklyn (New York), 13 december 1957) is een Amerikaanse acteur en filmregisseur. Hij werd voor zijn rol in Ghost World genomineerd voor een Golden Globe. Meer dan tien andere filmprijzen vielen hem ook daadwerkelijk ten deel, waaronder een Film Independent Spirit Award.
Buscemi is van Italiaans-Ierse afkomst. Hij speelde door de jaren heen enkele opmerkelijke rollen, waaronder Mr. Pink in Reservoir Dogs en Donny in The Big Lebowski. De personages die Buscemi speelt zijn doorgaans neurotisch en/of paranoïde. Hij vertolkte tevens de hoofdrol in de succesvolle tv-serie Boardwalk Empire (2010 - 2014).
Van 1980 tot 1984 was hij brandweerman in New York. Hij was ingedeeld in Engine co. 55. Tijdens de aanslagen op 9/11 hielp hij zijn vroegere brandweeronderdeel. Hij hielp vijf dagen en hield hier PTSS aan over. Buscemi was sinds 1987 getrouwd met Jo Andres (1954-2019), met wie hij in 1990 zoon Lucian kreeg. Zijn broer Michael Buscemi acteert eveneens, sinds 1993.

## Coen Brothers
Buscemi is een van de meest gecaste acteurs in films van de broers Joel en Ethan Coen. Hij heeft rollen in Miller's Crossing (1990), Barton Fink (1991), The Hudsucker Proxy (1994), Fargo (1996) en The Big Lebowski (1998).

## Trivia
- Buscemi was op 7 mei 2007 in Amsterdam aanwezig voor de Ambilight Opening Night van zijn film Interview (2007), een remake van de gelijknamige film van Theo van Gogh.

## Filmografie

### Als regisseur
- Trees Lounge (1996)
- Animal Factory (2000)
- Lonesome Jim (2005)
- Interview (2007)

### Als acteur

#### Film
- Parting Glances (1986) - Nick
- Kiss Daddy Goodnight (1987) - Johnny
- Heart of Midnight (1988) - Eddy
- Call Me (1988) - Switchblade
- Slaves of New York (1989) - Wilfredo
- Mystery Train (1989) - Charlie the Barber
- Lonesome Dove (tv) (1989) - Luke
- New York Stories (1989) - Gregory Stark
- Tales from the Darkside: The Movie (1990) - Bellingham
- King of New York (1990) - Test Tube
- Miller's Crossing (1990) - Mink
- Barton Fink (1991) - Chet
- Reservoir Dogs (1992) - Mr. Pink
- In the Soup (1992) - Aldolpho Rollo
- CrissCross (1992) - Drug Dealer
- Rising Sun (1993) - Willy 'the Weasel' Wilhelm
- The Adventures of Pete & Pete (tv) (1993) - Phil Hickle
- Twenty Bucks (1993) - Frank
- Ed and His Dead Mother (1993) - Ed Chilton
- The Hudsucker Proxy (1994) - Beatnik Barman at Ann's 440
- Airheads (1994) - Rex
- Pulp Fiction (1994) - Buddy Holly
- The Search for One-eye Jimmy (1994) - Ed Hoyt
- Billy Madison (niet op titelrol) (1995) - Danny McGrath
- Living in Oblivion (1995) - Nick Reve
- Things to Do in Denver When You're Dead (1995) - Mister Shhh
- Desperado (1995) - Buscemi
- Fargo (1996) - Carl Showalter
- Escape from L.A. (1996) - Map to the Stars Eddie
- Trees Lounge (1996) - Tommy
- Con Air (1997) - Garland 'The Marietta Mangler' Greene
- The Big Lebowski (1998) - Theodore Donald 'Donny' Kerabatsos
- The Impostors (1998) - Happy Franks
- Divine Trash (1998) - zichzelf
- The Wedding Singer (niet op titelrol) (1998) - David 'Dave' Veltri
- Armageddon (1998) - Rockhound
- Big Daddy (1999) - Homeless Guy
- 28 Days (2000) - Cornell Shaw
- Animal Factory (2000) - A.R. Hosspack
- Ghost World (2001) - Seymour
- Final Fantasy: The Spirits Within (stem) (2001) - Officer Neil
- The Grey Zone (2001) - 'Hesch' Abramowics
- Monsters, Inc. (2001) - Randall Boggs (stem)
- Domestic Disturbance (2001) - Ray Coleman
- Love in the Time of Money (2001) - Martin Kunkle
- Mr. Deeds (2002) - Crazy Eyes
- The Laramie Project (2002) - Doc O'Conner
- 13 Moons (2002) - Bananas The Clown
- Spy Kids 2: The Island of Lost Dreams (2002) - Romero
- Spy Kids 3-D: Game Over (2003) - Romero
- Coffee and Cigarettes (2003) - Waiter (Segment "Twins")
- Big Fish (2003) - Norther Winslow
- Home on the Range (stem) (2004) - Wesley
- The Island (2005) - James McCord
- Charlotte's Web (stem) (2006) - Templeton the Rat
- Art School Confidential (niet op titelrol) (2006) - Broadway Bob D'Annunzio
- Monster House (2006) - Nebbercracker (stem)
- Interview (2007) - Pierre Peters
- I Think I Love My Wife (2007) - George Sianidis
- I Now Pronounce You Chuck and Larry (2007) - Clint Fitzer
- Romance & Cigarettes (2007) - Angelo
- Delirious (2007) - Les Galantine
- Igor (2008, stem) - Scamper
- Handsome Harry (2009) - Thomas Kelley
- Rage (2009) - Frank
- John Rabe (2009) - Dr. Robert Wilson
- The Messenger (niet op titelrol) (2009) - Dale Martin
- G-Force (stem) (2009) - Bucky
- Saint John of Las Vegas (2009) - John Alighieri
- Youth in Revolt (2009) - George Twisp
- Grown Ups (2010) - Wiley
- Pete Smalls Is Dead (2010) - Bernie Lake
- The Chosen One (2010) - Neal
- Rampart (2011) - Bill Blago
- On the Road (2012) - Verkoper
- Hotel Transylvania (2012) Wayne (stem)
- The Incredible Burt Wonderstone (2013) - Anton Marvelton
- Monsters University (2013) - Randall Boggs (stem)
- Grown Ups 2 (2013) - Wiley
- Khumba (2013) - Skalk (stem)
- Time Out of Mind (2014) - Bouwopzichter
- The Cobbler (2014) - Jimmy
- Hotel Transylvania 2 (2015) Wayne (stem)
- Lean on Pete (2017) - Del
- The Death of Stalin (2017) - Nikita Chroesjtsjov
- Nancy (2018) - Leo
- Hotel Transylvania 3 (2018) Wayne (stem)
- The Dead Don't Die (2019) - Frank Miller
- The King of Staten Island (2020) - Papa
- Hubbie Halloween (2020) - Walter Lambert
- Hotel Transylvania: Transformania (2022) Wayne (stem)

#### Televisie
*Exclusief eenmalige gastrollen
- Wednesday (2025, 4 afleveringen) - Barry Dort
- The Sopranos (2004-2006, 14 afleveringen) - Tony Blundetto
- 30 Rock (2007-2013, 6 afleveringen) - Lenny Wosniak
- Boardwalk Empire (2010-2014, 56 afleveringen) - Enoch 'Nucky' Thompson
- Horace and Pete (2016, 10 afleveringen) - Pete
- Monsters at Work (2024, 2 afleveringen) - Randall Boggs (stem)